# ویلیام برنت بل
ویلیام برنت بل (انگلیسی: William Brent Bell) یک فیلم‌نامه‌نویس، کارگردان و تهیه‌کننده اهل ایالات متحده آمریکا است.